# Rajella
Rajella is een vissengeslacht uit de familie van de Rajidae. De wetenschappelijke naam van het geslacht werd in 1970 voorgesteld door Stehmann.

## Soorten
- Rajella annandalei (Weber, 1913)
- Rajella barnardi (Norman, 1935)[3]
- Rajella bathyphila (Holt & Byrne, 1908)[4]
- Rajella bigelowi (Stehmann, 1978)
- Rajella caudaspinosa (Von Bonde & Swart, 1923)[5]
- Rajella challengeri Last & Stehmann, 2008
- Rajella dissimilis (Hulley, 1970)[6]
- Rajella eisenhardti Long & McCosker, 1999
- Rajella fuliginea (Bigelow & Schroeder, 1954)[7]
- Rajella fyllae (Lütken, 1887)
- Rajella kukujevi (Dolganov, 1985)[8]
- Rajella leoparda (Von Bonde & Swart, 1923)[5]
- Rajella lintea (Fries, 1838)[9]
- Rajella nigerrima (de Buen, 1960)
- Rajella paucispinosa Weigmann, Stehmann & Thiel, 2014[10]
- Rajella purpuriventralis (Bigelow & Schroeder, 1962)
- Rajella ravidula (Hulley, 1970)[6]
- Rajella sadowskii (Krefft & Stehmann, 1974)